# Lijst van Nederlandse staatssecretarissen van Sociale Zaken en Werkgelegenheid
Dit is een lijst van Nederlandse staatssecretarissen van Sociale Zaken en Werkgelegenheid.
| Kabinet                                                           | Periode    | Staatssecretaris                  | Bijzonderheden |
| ----------------------------------------------------------------- | ---------- | --------------------------------- | --- |
| Vanaf 1948 staatssecretaris van Sociale Zaken.                    |            |                                   | |
| kabinet-Drees-Van Schaik                                          | 1948-1951  | Aat van Rhijn                     | |
| Kabinet                                                           | Periode    | Staatssecretaris                  | Bijzonderheden |
| Vanaf 1951 staatssecretaris van Sociale Zaken en Volksgezondheid. |            |                                   | |
| kabinet-Drees I                                                   | 1951-1952  | Aat van Rhijn                     | Sociale Zaken |
| kabinet-Drees I                                                   | 1951-1952  | Piet Muntendam                    | Volksgezondheid |
| kabinet-Drees II                                                  | 1952-1956  | Aat van Rhijn                     | Sociale Zaken |
| kabinet-Drees II                                                  | 1952-1956  | Piet Muntendam                    | Volksgezondheid (afgetreden) |
| kabinet-Drees III                                                 | 1956-1958  | Aat van Rhijn                     | |
| kabinet-Beel II                                                   | 1958-1959  | -                                 | |
| kabinet-De Quay                                                   | 1959-1963  | Bauke Roolvink                    | |
| kabinet-Marijnen                                                  | 1963-1965  | José de Meijer                    | Sociale Zaken |
| kabinet-Marijnen                                                  | 1963-1965  | Louis Bartels                     | Volksgezondheid |
| kabinet-Cals                                                      | 1965-1966  | José de Meijer                    | Sociale Zaken |
| kabinet-Cals                                                      | 1965-1966  | Louis Bartels                     | Volksgezondheid |
| kabinet-Zijlstra                                                  | 1966-1967  | José de Meijer                    | Sociale Zaken |
| kabinet-Zijlstra                                                  | 1966-1967  | Louis Bartels                     | Volksgezondheid |
| kabinet-De Jong                                                   | 1967-1971  | Roelof Kruisinga                  | |
| Kabinet                                                           | Periode    | Staatssecretaris                  | Bijzonderheden |
| Vanaf 1971 staatssecretaris van Sociale Zaken.                    |            |                                   | |
| kabinet-Biesheuvel I                                              | 1971-1972  | Koos Rietkerk                     | |
| kabinet-Biesheuvel II                                             | 1972-1973  | Koos Rietkerk                     | |
| kabinet-Den Uyl                                                   | 1973-1977  | Jan Mertens                       | |
| kabinet-Van Agt I                                                 | 1977-1981  | Louw de Graaf                     | |
| Kabinet                                                           | Periode    | Staatssecretaris                  | Bijzonderheden |
| Vanaf 1981 staatssecretaris van Sociale Zaken en Werkgelegenheid. |            |                                   | |
| kabinet-Van Agt II                                                | 1981-1982  | Hedy d'Ancona                     | Emancipatiebeleid, volwasseneneducatie en arbeidsomstandigheden                                                                 |
| kabinet-Van Agt II                                                | 1981-1982  | Ien Dales                         | Sociale zekerheid |
| kabinet-Van Agt III                                               | 1982       | Piet van Zeil                     | |
| kabinet-Lubbers I                                                 | 1982-1986  | Annelien Kappeyne van de Coppello | Emancipatie van de vrouw, arbeidsomstandigheden en arbeidsvoorziening voor bijzondere groepen                                   |
| kabinet-Lubbers I                                                 | 1982-1986  | Louw de Graaf                     | Sociale zekerheid |
| kabinet-Lubbers II                                                | 1986-1989  | Louw de Graaf                     | |
| kabinet-Lubbers III                                               | 1989-1994  | Elske ter Veld                    | Afgetreden |
| kabinet-Lubbers III                                               | 1989-1994  | Jacques Wallage                   | |
| kabinet-Kok I                                                     | 1994-1998  | Robin Linschoten                  | Afgetreden |
| kabinet-Kok I                                                     | 1994-1998  | Frank de Grave                    | |
| kabinet-Kok II                                                    | 1998-2002  | Hans Hoogervorst                  | Sociale zekerheid en arbeidsomstandigheden                                                                                      |
| kabinet-Kok II                                                    | 1998-2002  | Annelies Verstand                 | Arbeid en zorg en met emancipatie                                                                                               |
| kabinet-Balkenende I                                              | 2002-2003  | Mark Rutte                        | Bijstand, Wet Sociale Werkvoorziening, volksverzekeringen, pensioenen, handhaving en fraudebestrijding en arbeidsomstandigheden |
| kabinet-Balkenende I                                              | 2002-2003  | Philomena Bijlhout                | Gezins- en emancipatiezaken (afgetreden)                                                                                        |
| kabinet-Balkenende I                                              | 2002-2003  | Khee Liang Phoa                   | Gezins- en emancipatiezaken |
| kabinet-Balkenende II                                             | 2003-2006  | Mark Rutte                        | Naar ander departement |
| kabinet-Balkenende II                                             | 2003-2006  | Henk van Hoof                     | |
| kabinet-Balkenende III                                            | 2006-2007  | Henk van Hoof                     | |
| kabinet-Balkenende IV                                             | 2007-2010  | Ahmed Aboutaleb                   | Afgetreden op 18 december 2008 vanwege benoeming tot burgemeester van Rotterdam per 1 januari 2009                              |
| kabinet-Balkenende IV                                             | 2007-2010  | Jetta Klijnsma                    | Vanaf 18 december 2008, afgetreden op 23 februari                                                                               |
| kabinet-Rutte I                                                   | 2010-2012  | Paul de Krom                      | Onder andere bijstand, volksverzekeringen, armoede en arbeidsomstandigheden                                                     |
| kabinet-Rutte II                                                  | 2012-2017  | Jetta Klijnsma                    | |
| kabinet-Rutte III                                                 | 2017-2020  | Tamara van Ark                    | Per 9 juli 2020 minister voor Medische Zorg                                                                                     |
| kabinet-Rutte III                                                 | 2020-2021  | Bas van 't Wout                   | Per 20 januari 2021 minister van Economische Zaken en Klimaat                                                                   |
| kabinet-Rutte III                                                 | 2021-2022  | Dennis Wiersma                    | |
| kabinet-Rutte IV                                                  | 2022-2024  | -                                 | |
| Kabinet-Schoof                                                    | 2024-heden | Jurgen Nobel                      | Participatie en Integratie |

Binnenlandse Zaken en Koninkrijksrelaties · Buitenlandse Zaken · Defensie · Economische Zaken · Financiën · Justitie · Landbouw, Natuur en Voedselkwaliteit · Onderwijs, Cultuur en Wetenschap · Sociale Zaken en Werkgelegenheid · Verkeer en Waterstaat · Volksgezondheid, Welzijn en Sport

Staatssecretariaten op voormalige ministeries: Volkshuisvesting, Ruimtelijke Ordening en Milieubeheer